# 투자어
투자어(土家語, Tujia)는 중국 후난성의 투자족이 사용하는 중국티베트어족 언어이다. 중국티베트어족에 속하는 것은 확실하나 주변 언어로부터 차용어 등 영향을 크게 받아 어족 내에서의 정확한 위치는 불명인 채 남아있다.
서로 말이 통하지 않는 북부 방언과 남부 방언으로 나뉜다. 둘 다 성조 언어이며 5가지의 성조가 있다. 2005년 기준 800만 명에 달하는 투자족 인구 중 북부 방언의 화자는 70,000명(약 100명은 단일 언어 화자), 남부 방언의 화자는 1,500명에 불과했다.

## 같이 보기
- 투자족